# یوشیکا ناکامورا
یوشیکا ناکامورا (انگلیسی: Yushika Nakamura؛ زادهٔ ۲۱ اوت ۱۹۹۲) بازیکن فوتبال اهل ژاپن است.